# Rui de Carvalho Nascimento
Rui de Carvalho Nascimento (Setúbal, 14 de junho de 1914 — Lisboa, 3 de setembro de 2012) foi um xadrezista e problemista de xadrez português.
Filho de Josué do Nascimento, funcionário da Câmara Municipal de Setúbal e de Maria José Ferreira de Carvalho Nascimento, doméstica, completou o 5.º ano (atual 9.º) no Liceu de Bocage, em 1930.
Aprendeu a jogar xadrez com o seu professor de matemática, Álvaro Sequeira Ribeiro, e em 1937, congregando diversos praticantes de bom nível, fundou o Grupo de Xadrez de Setúbal, com sede no Café Bocage, em Setúbal. 
Enquanto jovem, foram alvos do seu interesse diversos géneros de atividades culturais, interesses que têm perdurado pela sua vida fora. Estudou música e violino, tendo integrado o coral Orfeão Cetóbriga e orquestras por este organizadas. Escreveu poesia e teatro, tendo levado à cena, em 1940, com o seu irmão mais velho Mário Nascimento, jornalista e pintor-cenógrafo, na Sociedade Filarmónica Palmelense "Os Loureiros" (Palmela), a revista "De Vento em Popa". Foi ainda coautor e autor de mais duas peças de teatro - "Cobras e Lagartos" e "Filtro de Amor".
Em 1941, ganhou três primeiros prémios e várias menções honrosas nos Jogos Florais de Setúbal.
Seria, no entanto, como xadrezista que mais se notabilizaria, tendo-se dedicado, desde muito cedo, aos problemas de xadrez, uma especialidade diversa do aspeto lúdico convencional.
Até aos noventa e seis anos, completados em junho de 2010, continuava ainda ativo na composição de problemas de xadrez, sendo o decano, ainda em atividade, nesta arte, e internacionalmente conhecido como "The Nonagery".
Em maio de 2011, a sua saúde sofreu um forte abalo ao ser vítima de um acidente isquémico transitório. Perdeu alguma memória e aumentou a sua dificuldade em andar, que já vinha de 2007. Também a vista fraquejava, devido a cataratas que nunca quis operar.
Ainda assim e depois de internamento de alguns meses em casa de saúde, regressou a casa, e conseguiu voltar a tocar um pouco de violino e harmónica, assim como ainda jogar uma ou outra partida no jogo de xadrez automático.
Ainda festejou o seu 98.º aniversário em 14 de junho de 2012. Pouco depois foi internado no Hospital de S. José por um quadro de infeção respiratória e confusão.
Melhorou e regressou a casa em julho, mas, infelizmente o tempo acabou por vencê-lo. Perdeu o jogo da vida por xeque-mate na noite de 3 de setembro de 2012, com a idade de noventa e oito anos. 

## Atividades no campo do problema de xadrez

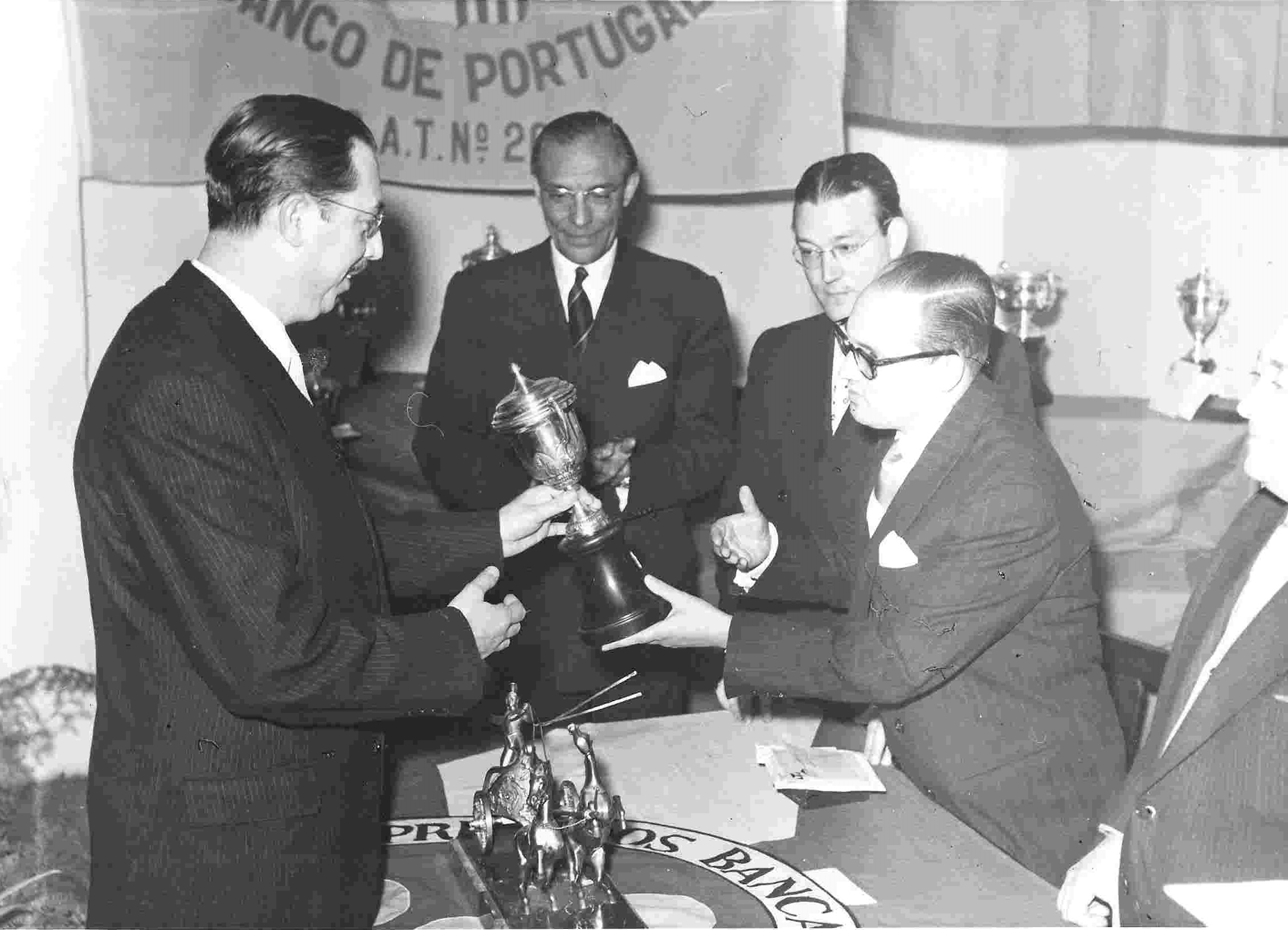
Rui Nascimento recebendo o 1.º prémio do Campeonato Bancário de Xadrez (1957).

Um dos raros especialistas mundiais de problemas figurativos ou simbólicos, Rui Nascimento dedicou trabalhos do género a inúmeras personalidades como Niccolò Paganini, Albert Einstein, papa João Paulo II, Maria de Lourdes Pintasilgo, Infante D. Henrique e Damião de Odemira, boticário, autor do 1.º Tratado de Xadrez conhecido, publicado em Roma em 1512.
Inventou um tema baseado em mates múltiplos a que deu o nome de Margarida, em memória da sua filha mais velha, morta com vinte e cinco anos de idade em acidente de viação no Brasil, em 1972. Com este tema dirigiu um concurso internacional da Revista Portuguesa de Xadrez, em 1977, que recebeu setenta e cinco trabalhos, desde a Índia ao Brasil.
Foi, também, juiz em concursos internacionais, como o "Meredith" da Federação Portuguesa de Xadrez (1987), o Concurso Nacional de Soluções (1987) ou o Concurso de Competição em "Toto-Xadrez", modalidade por si inventada, em 1995. Entre as diversas composições de que é autor, Rui Nascimento destacou-se dentro da heterodoxia, sendo a mais notável uma, constituída num tabuleiro de casas normais, com quatro centímetros de lado, mas cuja diagonal é do comprimento do diâmetro do universo. Noutras composições, estas ortodoxas, concorreu a torneios internacionais, vencendo o Jubileu Grande-Mestre D. António Argüelles SEPA–Espanha (1992), Recomendação Especial Cabala, o Concurso Internacional Sherlock Holmes da The Problemist (1992, 2.ª menção honrosa), o Concurso Internacional GAMA I, instituído pelo seu companheiro no problemismo, Gabriel Mariz Graça, obtendo em 1993, 1.º prémio; 1995, 1.ª menção honrosa e 1996, 1.º prémio.
Manteve, desde o n.º 1 do jornal diário Correio da Manhã (1979), uma secção diária de resolução de problemas, até que a 31 de dezembro de 1991 convidou outro xadrezista, entendendo ser necessário dar lugar aos novos talentos. Rui Nascimento fez parte dos corpos diretivos do Grupo de Xadrez de Setúbal, do Grupo de Xadrez de Lisboa, do Grupo de Xadrez Alekhine e da Federação Portuguesa de Xadrez e representou Portugal no congresso da Comissão Permanente de Problemas de Xadrez da Federação Internacional de Xadrez, que teve lugar em Alicante e Benidorm (Espanha), em 1990.
Rui Nascimento dirigiu ainda a Revista Portuguesa de Xadrez, o Boletim do Grupo de Xadrez Alekhine e a Revista Xeque-Mate, tendo colaborado de forma dispersa em jornais como O Setubalense, Diário de Lisboa, Grande Enciclopédia Portuguesa e Brasileira, e os britânicos The Problemist e The Independent.

## Principais obras publicadas
Autor de diversos livros sobre problemáticas do xadrez, as suas publicações incluem o livro Problemas de Xadrez (1986, Europa e América), sobre história, antologia e técnica, Problemas de Xadrez II (1995, edição particular), em que completa a antologia da atividade problemística portuguesa, Alekhine – O Último Segredo (2003, edição particular), onde descreve a sua convivência com o mestre russo Alexander Alekhine quando este se refugiou no Estoril nos anos 1940, e Cartapácio de Figurativos (2006, edição particular). Neste último, existem, entre outros, oitenta e oito problemas figurando as constelações celestes. O seu trabalho mais recente foi uma série de Problemas Heterodoxos Figurativos, contendo dois reis pretos.
O xadrezista e amigo Mário Silva Araújo, publicou em 1998 o livro Rui de Carvalho Nascimento - Uma Vida Dedicada ao Xadrez, onde se pode ler a seguinte frase "O conhecimento do problemismo em Portugal divide-se em dois períodos: pré-nascimento e pós-nascimento". Rui Nascimento calculava que ao longo da sua longa vida, teria composto cerca de quinhentos a seiscentos problemas de xadrez.

## Participações em torneios e prémios obtidos

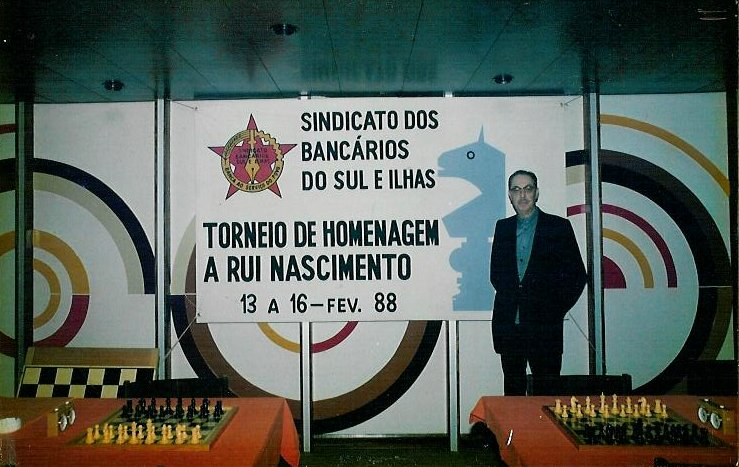
Torneio em homenagem a Rui Nascimento em 1988.

- Em 1937 ganhou ex aequo, o Concurso de Soluções da Revista Portuguesa de Xadrez e começou logo a compor e a publicar trabalhos próprios, tendo obtido, em 1945, a 1.ª menção honrosa – Prémio Nacional no Concurso Internacional de Composição da revista Stadium (Lisboa), conquistando a categoria de mestre da Federação Portuguesa de Xadrez.
- Em 1941 fixa-se em Lisboa, depois de ter ganho diversos torneios internos no clube que fundara. No III Torneio de Verão do Grupo de Xadrez de Lisboa, veio a classificar-se em 3.º lugar com os mesmos pontos do vencedor.
- Em 1942, foi 4.º no campeonato do Grupo de Xadrez de Lisboa, obtendo a 1.ª categoria; 5.º no IV Torneio de Verão e 4.º/6.º no campeonato da capital.
- Em 1943 e 1944, joga os II e III encontros Lisboa-Porto, ganhando as três partidas disputadas e, ainda em 1944, é 1.º ex aequo no Torneio Principal de Lisboa e 10.º no Torneio de Mestres. Um ano depois, ganha a 1.ª e 2.ª fases e termina em 5.º/6.º na final do Torneio da Associação de Xadrez do Sul, adquirindo também o título de mestre da Federação Portuguesa de Xadrez, ao concluir em 7.º posto no respetivo torneio. Integrado na equipa do Sport Lisboa e Benfica é campeão de Lisboa, e em jogos internacionais é selecionado para os I e II Portugal-Espanha e match Léon-Lisboa, registando globalmente duas vitórias, dois empates e duas derrotas.
- Em 1946, ganhou ainda o 1.º Prémio do concurso da Federação Britânica de Xadrez através de um problema elaborado em colaboração com o inglês Gerald Anderson, que então vivia em Lisboa.
- Em 1947, nasce a sua primeira filha, Margarida, a qual viria a morrer aos vinte e cinco anos num acidente de viação, quando passava as férias no Brasil.
- Em 1949, foi distinguido com o Prémio de  Originalidade do Stratford Express. Por razão da doença e morte da sua primeira esposa Albertina Fernandes, esteve uns anos afastado das competições, regressando em 1952 com um triunfo na Taça Dr. Damas Mora.
- Em 1953, é 5.º na Taça Estoril e, em 1954, 3.º na Taça Dr. Damas Mora. Todas estas competições reuniam bastantes dos melhores jogadores do tempo.
- Em 1956 casa de novo, com Carlota Carapeta, professora no Colégio Valsassina. No ano seguinte, nasce a sua segunda filha, Leonor.
- Nesse mesmo ano, 1957, ganhou o Campeonato Bancário de Xadrez, individualmente e por equipas, em representação do então Banco da Agricultura, no qual era diretor do serviço de títulos.
- Entre 1984 e 1985 teve composições premiadas nos concursos do Boletim DCE-Brasil. Desde há bastantes anos que é a primeira autoridade portuguesa na especialidade problemística, tendo sido juiz em concursos de composição como Portugal-Espanha (1947), A Bola (1948) e Festival Iberoamericano-Brasil (1985).
- Em fevereiro de 1988, foi homenageado com uma festa xadrezística, nas Caldas da Rainha, pelo Sindicato dos Bancários do Sul e Ilhas.
- Em 1996 ganha o Concurso Internacional GAMA-96, instituído pelo seu amigo o problemista Gabriel Mariz Graça.
- Em 1997, fundou a Tertúlia Damião de Odemira, constituída pelos mestres de xadrez: Gabriel Mariz Graça, José Vinagre, Vasco Santos, morto em janeiro de 2006, Mário Silva Araújo, Pedro Silva Araújo, Dagoberto Markl, Mestre Internacional de Xadrez, Joaquim Durão e António Pedro Vinagre. A Tertúlia não se dedica exclusivamente ao xadrez, mas nela se pode falar de qualquer tema cultural, artístico, literário ou científico. Publicou também o respetivo boletim durante quarenta números. O tertuliano Mário Silva Araújo dedicou a Damião o livro "Damiano, o Português e a sua Obra" (edição particular).
- No ano 2000, recebeu o título de Mestre Honorário de Composição em Xadrez (Honorary Master of Chess Composition) concedido pela Federação Internacional de Xadrez.

## Galeria

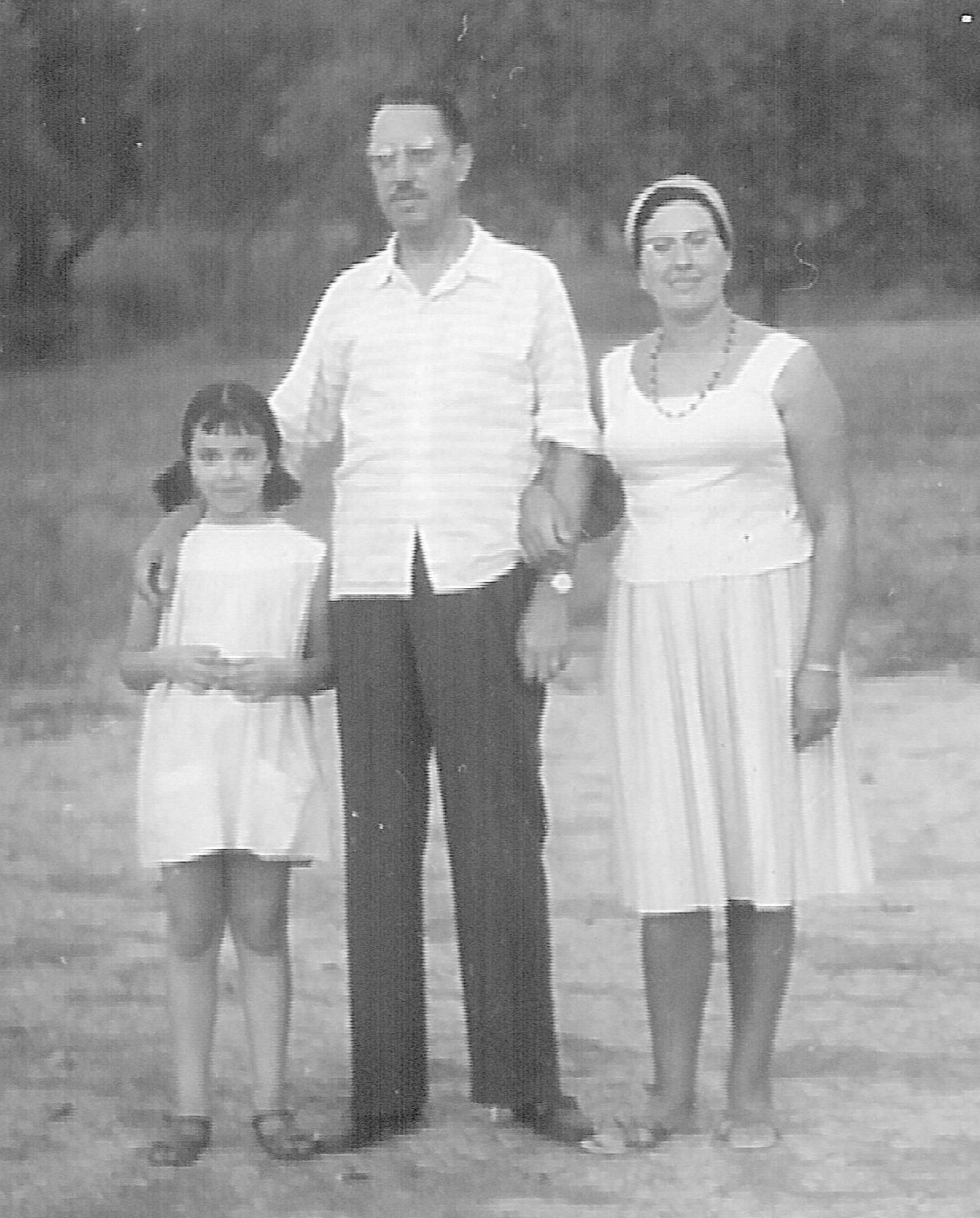
Rui Nascimento aos cinquenta anos com a esposa Carlota e a sua filha Leonor (1964).
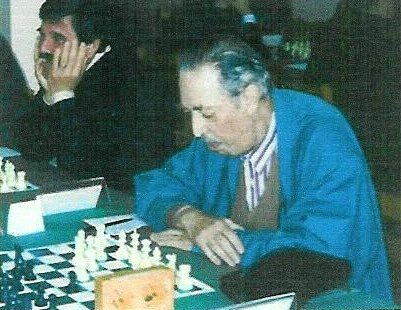
Rui Nascimento aos setenta e oito anos, num torneio (1992).
- Rui Nascimento a tocar violino aos noventa e sete anos de idade na clínica onde se recuperava de um acidente isquémico transitório (2011).
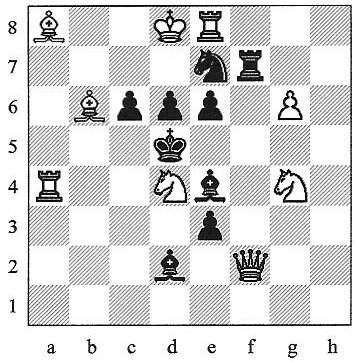
"Stratford Express Ty" (1949), publicado no álbum FIDE (1945-1955), Prémio de Originalidade, Mate em 2............(9+9), Singular em todo o mundo, mostrando os dois temas: "Correção Branca" e "Correção Negra".